# 1331 Сольвейґ
1331 Сольвейґ (1331 Solvejg) — астероїд головного поясу, відкритий 25 серпня 1933 року.
Тіссеранів параметр щодо Юпітера — 3,192.